# アンドレ・ギャニオン
アンドレ・ギャニオン（André Gagnon, 1936年8月2日 - 2020年12月3日）は、カナダの作曲家、ピアノ奏者。
近年、世界的にブームになったヒーリング音楽、イージーリスニングの分野において名を馳せまた親日家としても知られる。
代表作の『めぐり逢い』に至っては日本では非常に流れる頻度が高く、親しみやすい曲であり、リチャード・クレイダーマンの『渚のアデリーヌ』のようにクラシックと勘違いされやすい曲の一つでもある。

## 略歴
ケベック州北部のサンパコムで19人兄弟の末っ子として生まれる。4歳の時に教会で聴いた音楽を、自宅のピアノで弾いたことをきっかけにピアノを始める。6歳ですでに作曲を始め、10歳でコンサートを開きデビューした。そしてモントリオールにある音楽学校でピアノ、和声、作曲、音楽理論を学んだ後、クラシックを学ぶためパリへ留学する。留学中にポピュラー音楽に出会ったことで強い衝撃を受け、クラシックとポピュラーの架け橋になる音楽活動を志す。1967年にモントリオール交響楽団で自ら企画したコンサートにピアニストとして参加、その地位を確立、1970年には大阪万博のカナダ館でコンサートを開くために初来日した。
「めぐり逢い」、「雨降りのあとで」、「風によせて」、「麗しのアマンダ」といった淡く優美でかつ、スケールの大きな曲が人気を博している。

## 作品
- 1989年 3月21日　impressions　印象物語 （EPIC　ソニー(現・エピックレコードジャパン)）
- 1989年 3月21日　IMAGE　イマージュ （EPIC　ソニー）
- 1989年 4月21日　RESONANCE　風の道 （EPIC　ソニー）
- 1989年10月 8日　夕暮から （EPIC　ソニー、1996年にキティMMEから再リリース）
- 1989年10月 8日　L'ETERNEL RETOUR　再会 （EPIC　ソニー）
- 1991年 7月 1日　静かな生活 （EPIC　ソニー、1996年にキティMMEから、2000年にユニバーサルインターナショナルから再リリース）
- 1992年 5月21日 「ピアニスト」オリジナル・スコア・ヴァージョン (中島園枝と共同） （EPIC　ソニー）
- 1992年11月21日  NOEL  雪の祈り （EPIC　ソニー）
- 1995年 3月24日　「白い馬」オリジナル・サウンドトラック  （EPIC　ソニー）
- 1995年 7月21日　ベスト・オブ・アンドレ・ギャニオン　（ERJ）
- 1996年 5月25日  風の道 （キティエンタープライズ）
- 1996年 5月25日  めぐり逢い（シングル）（キティエンタープライズ）
- 1996年 5月25日  Age,35（TVサントラ）（キティエンタープライズ）
- 1996年 6月26日　IMPRESSIONS 2 インプレッションズ２ （キティエンタープライズ、2000年にユニバーサルインターナショナルから再リリース）
- 1996年 7月25日　TWILIGHT TIME トワイライト・タイム （キティエンタープライズ、2000年にユニバーサルインターナショナルから再リリース）
- 1996年10月25日  ザ・ベリー・ベスト・オブ・アンドレ・ギャニオン （キティエンタープライズ）
- 1997年 2月 5日  ピアノ・メッセージ〜ありがとうを言いたくて （キティエンタープライズ）
- 1997年 5月28日  ANDRE GAGNON AU CENTRE MOLSON ライヴ・イン・モントリオール （キティエンタープライズ、2003年にビクターエンタテインメントから再リリース）
- 1997年12月20日  アンドレ・ギャニオン作品集1「月の光に抱かれて」 （キティエンタープライズ）
- 1997年12月20日  アンドレ・ギャニオン作品集2「想い出にふれて」 （キティエンタープライズ）
- 1997年12月20日  アンドレ・ギャニオン作品集3「やすらぎの風に誘われて」 （キティエンタープライズ）
- 1997年12月20日  アンドレ・ギャニオン作品集4「静かな雨を見つめて」 （キティエンタープライズ）
- 1997年12月20日　EDEN 森の印象（キティエンタープライズ、2000年にユニバーサルインターナショナルから再リリース）
- 1998年 2月11日  甘い結婚 （サウンド・トラック）（キティエンタープライズ）
- 1998年 8月19日  Comme au Premier Jour　めぐり逢い（キティエンタープライズ）
- 1999年 2月 1日  NEIGES そして雪のように （キティエンタープライズ、2003年にビクターエンタテインメントから再リリース）
- 1999年 2月 1日  MOVEMENTS ムーヴメント（キティエンタープライズ、2003年にビクターエンタテインメントから再リリース）
- 1999年 2月 1日  LE SAINT-LAURENT セント・ローレンス（キティエンタープライズ、2003年にビクターエンタテインメントから再リリース）
- 1999年 6月 2日　MUSIQUE DE LA TELESERIE JULIETTE POMERLEAU 心の旅人（キティMME）
- 1999年 7月17日　ビリーバンバンデビュー30周年記念アルバム （演奏参加） （日本コロムビア）
- 2000年 2月 3日  PIANO SOLITUDE ピアノ・ソリチュード（キティMME、2003年にビクターエンタテインメントから再リリース）
- 2000年 8月30日  コンプリート・ベスト・オブ・アンドレ・ギャニオン （ユニバーサルインターナショナル）
- 2001年12月19日　Histoires revees　夢のほとり　（ビクターエンタテインメント）
- 2002年 6月21日　そよ風の頃〜アンドレ・ギャニオンのすべて　（ビクターエンタテインメント）
- 2003年 8月21日  PIANO PRESENT ピアノ・プレゼント　（ビクターエンタテインメント）
- 2005年 3月24日  ＜COLEZO!＞アンドレ・ギャニオン ベスト　（ビクターエンタテインメント）
- 2005年12月16日　アンドレ・ギャニオンのすべて　（ビクターエンタテインメント）
- 2006年11月22日　冬の景色 （ドリーミュージック）

## 提供曲
平原綾香
明日 (平原綾香の曲)

Deja Vu（小椋佳）　原曲∶Photo　Journey
永い不在（小椋佳）原曲∶Presque Blue
美しい夢（小椋佳）原曲∶Un Beau Reve

## 音楽を手がけたドラマ
- 1996年　「Age,35 恋しくて」（フジテレビ系）
- 1998年　「甘い結婚」（フジテレビ系）
- 2005年　「優しい時間」（フジテレビ系）
- 2006年　「氷点」（テレビ朝日系）

## 音楽を手がけた映画
- 1995年　「白い馬」